# Adolf Bittschi
Adolfo Eduardo José Bittschi Mayer (* 1. Dezember 1950 in Ingolstadt; auch Adolf Bittschi-Mayer) ist römisch-katholischer Weihbischof in Sucre (Bolivien).

## Leben

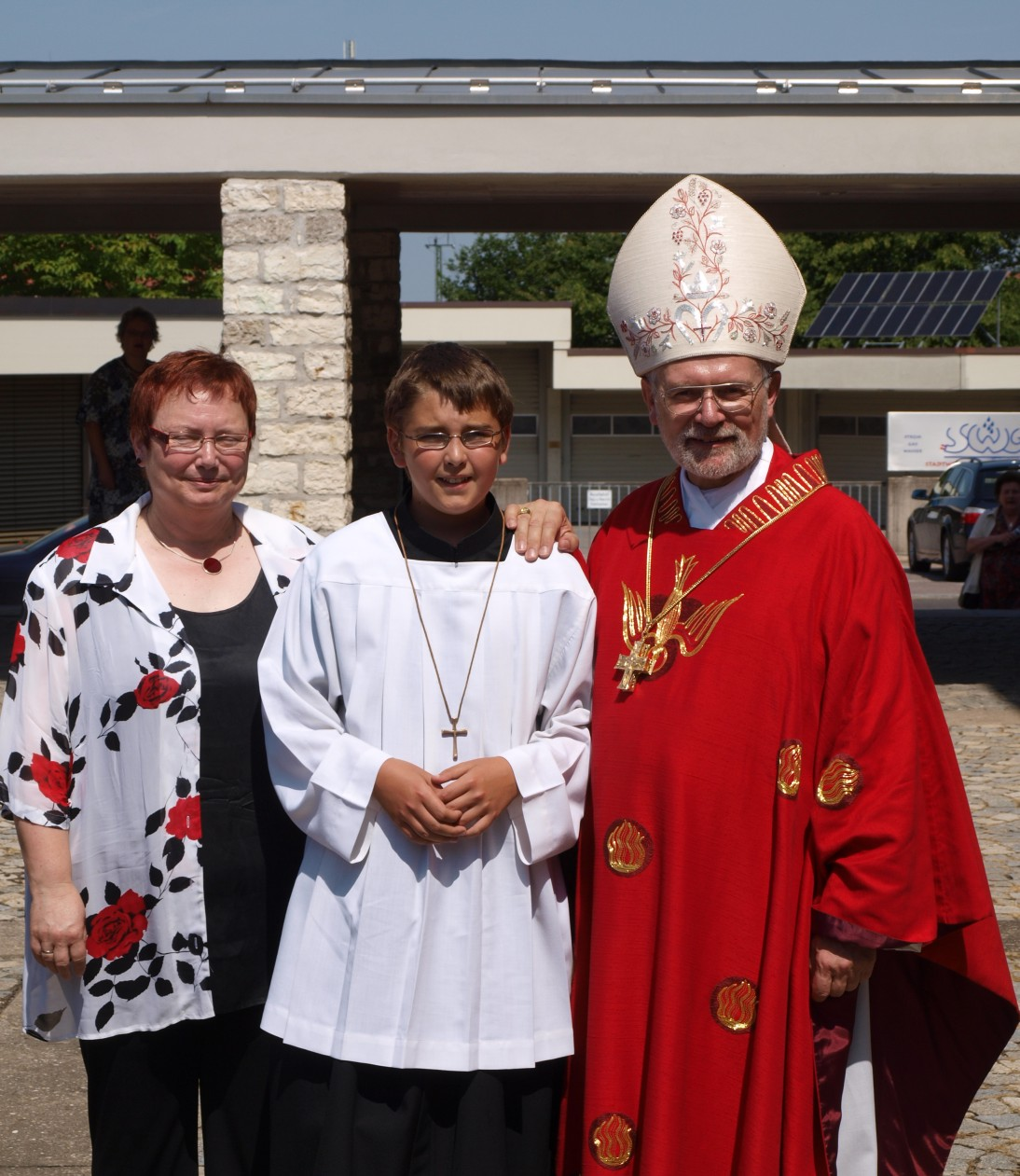
Bischof Adolf Bittschi bei der Firmung in Gunzenhausen Juli 2010

Wappen von Adolf Bittschi

Adolfo Bittschi Mayer wuchs in Kipfenberg und Eichstätt auf. Sein Vater war Polizist.
Adolfo Bittschi Mayer empfing nach seinem Studium der Philosophie und Theologie an der Katholischen Universität Eichstätt-Ingolstadt und am Päpstlichen Bibelinstitut Jerusalem am 18. Juni 1977 die Priesterweihe für das Bistum Eichstätt. Er war zunächst in der Seelsorge im Bistum Eichstätt tätig, 1983 wechselte er als Fidei-Donum-Priester in die Mission nach Bolivien. Dort leitete er seit 1985 die Pfarrei Incahuasi im bolivianischen Hochland. Dort wird die Inkasprache Quechua gesprochen.
Am 15. Mai 2008 wurde er von Papst Benedikt XVI. zum Titularbischof von Nigizubi ernannt und zum Weihbischof im Erzbistum Sucre bestellt. Die Bischofsweihe spendete ihm der Erzbischof von Sucre, Jesús Gervasio Pérez Rodríguez OFM, am 8. August 2008; Mitkonsekratoren waren Erzbischof Luciano Suriani, Apostolischer Nuntius in Bolivien, und der Erzbischof von Santa Cruz de la Sierra und Vorsitzende der Bolivianischen Bischofskonferenz, Julio Kardinal Terrazas Sandoval CSsR.